# デジャンテ・マレー
- デジョンテ・マレー

デジャンテ・ダショーン・マレー（Dejounte Dashaun Murray, 1996年9月19日 - ）は、アメリカ合衆国・ワシントン州シアトル出身のプロバスケットボール選手。NBAのニューオーリンズ・ペリカンズに所属している。ポジションはシューティングガードまたはポイントガード。

## 来歴

### 学生時代
地元シアトルのレーニア・ビーチ高校時代は、ワシントン州の最優秀選手に選ばれた。 ワシントン大学でも1年生時に平均16.1得点、4アシストを記録し、Pac-12のセカンドチームに選出された。大学に1年間だけ所属した後、2016年のNBAドラフトにアーリーエントリーを表明。

### サンアントニオ・スパーズ
ドラフト1巡目29位でサンアントニオ・スパーズから指名され、2016年のNBAサマーリーグに参加し、7月14日ルーキースケール契約を結んだ.。
2016-17シーズンの2016年10月29日、シーズン3戦目となったニューオーリンズ・ペリカンズ戦でデビューを果たし、2リバウンド、1アシストを記録した。。12月23日、ポートランド・トレイルブレイザーズ戦でキャリアハイとなる9得点を記録した。2017年1月12日、ロサンゼルス・レイカーズ戦で10得点を記録しキャリアハイを更新した。シーズン前半は、Dリーグのオースティン・スパーズに数回アサインされ実戦経験を積んだ。2017年1月19日、ホームでのデンバー・ナゲッツ戦でパーカーの故障に伴い先発として出場し、キャリアハイとなる24得点を記録した。2017年3月、左足鼠径部を痛め、3月20日からシーズン終盤戦を離脱したが、4月12日のレギュラーシーズン最終戦となったユタ・ジャズ戦で復帰を果たし、プレーオフでは、4月20日のファーストラウンド第3戦のメンフィス・グリズリーズ戦で初出場し、4得点、1アシスト、3リバウンドを記録した。2017年5月5日のカンファレンス準決勝、対ヒューストン・ロケッツ第2戦で、トニー・パーカーが、左足の重い負傷によりシーズン離脱となり、 第3戦よりポイントガードの先発としての重責を担うこととなった。14分出場で2得点を記録するに留まったが、チームは103-92で勝利し、シリーズを2勝1敗とした。ゲーム6の勝利では、11得点、10リバウンド、5アシスト記録し、デビッド・ロビンソン、ティム・ダンカン、カワイ・レナードに続き、プレーオフで得点とリバウンドのダブル・ダブルを記録したスパーズで4番目の新人になった。この勝利で西カンファレンスファイナルに進んだが、ゴールデンステート・ウォリアーズに敗れた。
2017-18シーズンの2017年10月18日の開幕戦で、昨シーズンの負傷からリハビリ中のトニー・パーカーに代わり先発として出場し、16得点、5リバウンド、2アシストを記録し、ミネソタ・ティンバーウルブズに対し107-99で勝利した。5日後のトロント・ラプターズ戦で、16得点、15リバウンドを記録した。ガードの15リバウンドは、スパーズでは、マヌ・ジノビリが2008年に記録して以来であった。2018年1月21日、グレッグ・ポポヴィッチヘッドコーチの決断で、長年ポイントガードの先発を務めてきたトニー・パーカーを控えに置き、マレーを先発に起用することが発表され、インディアナ・ペイサーズ戦で8得点、7リバウンド、4アシスト、4ターンオーバーの成績を記録した。2日後のクリーブランド・キャバリアーズ戦では、19得点、10リバウンド、7スティールと攻守に活躍し114-102での勝利に貢献した。30分以下の出場時間で19得点、10リバウンド、7スティールを記録したのは、1987年に、ラファイエット・リーバーが28分出場で21得点、13リバウンド、8スティールを記録して以来の記録となった。このシーズンは81試合（先発48試合）に平均21.5分の出場で、8.1得点、5.7リバウンド、2.9アシスト、1.2スティールなどを記録した。2018年5月、NBAオールディフェンシブチーム（2nd）に選出された。
2018-19シーズン開幕前の2018年10月7日、ヒューストン・ロケッツとのプレシーズンゲームで、ジェームズ・ハーデンに向かってドライブの後、レイアップシュートの際に右膝の前十字靭帯断裂によりシーズン全休が決定した。
2019-20シーズン開幕前の2019年10月にスパーズと4年総額6400万ドルの延長契約を結んだ。このシーズンは66試合（先発58試合）に平均25.6分の出場で、10.9得点、5.8リバウンド、4.1アシスト、1.7スティールなどを記録した。
2020-21シーズン、12月26日のトロント・ラプターズ戦で11得点、10リバウンド、10アシストで自身初のトリプルダブルを記録した。2021年2月8日のゴールデンステート・ウォリアーズ戦で27得点、10リバウンド、キャリアハイの8スティールを記録し、スパーズは105-100で勝利した。
2021-22シーズン、2021年10月25日のロサンゼルス・レイカーズ戦で、スパーズ史上初の20得点、12リバウンド、15アシストを記録し、前シーズンに21得点、15リバウンド、12アシストを記録して以来となる5回目のトリプル・ダブルを達成し、ティム・ダンカンのフランチャイズ記録であった4回を超えた。しかし試合は延長戦の末121-125で敗れた。2022年2月7日、ドレイモンド・グリーンの負傷に伴い、NBAオールスターゲームに初めて選出され、27分出場し、17得点、5リバウンド、5アシスト、1ブロックを記録した。
このシーズンは、68試合に平均34.8分の出場で21.1得点、8.3リバウンド、9.2アシスト、2.0スティール、0.3ブロックなどを記録し、13回のトリプルダブルを記録した。自身初のスティール王を獲得した。

### アトランタ・ホークス
2022年6月30日にダニーロ・ガリナリ、3つのドラフト1巡目指名権、1つの1巡目指名交換権とのトレードで、ジョック・ランデールと共にアトランタ・ホークスへ移籍した。
2023-24シーズン開幕前の2023年7月6日、ホークスと2027-28シーズンまでの4年総額1億2000万ドルで契約を延長した。

### ニューオーリンズ・ペリカンズ
2024年6月28日、3選手と2つの1巡目ドラフト指名権とのトレードでニューオーリンズ・ペリカンズに移籍した（3選手はラリー・ナンス・ジュニア、ダイソン・ダニエルズ、E・J・リデル、ドラフト指名権は2025年と2027年）。
2024-25シーズン、2024年10月24日のシカゴ・ブルズとの開幕戦で左手を骨折した。11月27日に復帰したものの、2025年1月31日のボストン・セルティックス戦で右足アキレス腱断裂の重傷を負ってシーズンを終えた。

## 個人成績

### NBA

#### レギュラーシーズン
| シーズン     | チーム       | GP  | GS  | MPG  | FG%  | 3P%  | FT%   | RPG | APG | SPG  | BPG | PPG  |
| ------------ | ------------ | --- | --- | ---- | ---- | ---- | ----- | --- | --- | ---- | --- | ---- |
| 2016–17      | SAS          | 38  | 8   | 8.5  | .431 | .391 | .700  | 1.1 | 1.3 | .2   | .2  | 3.4  |
| 2017–18      | SAS          | 81  | 48  | 21.5 | .443 | .265 | .709  | 5.7 | 2.9 | 1.2  | .4  | 8.1  |
| 2019–20      | SAS          | 66  | 58  | 25.6 | .462 | .369 | .798  | 5.8 | 4.1 | 1.7  | .3  | 10.9 |
| 2020–21      | SAS          | 67  | 67  | 31.9 | .453 | .317 | .791  | 7.1 | 5.4 | 1.5  | .1  | 15.7 |
| 2021–22      | SAS          | 68  | 68  | 34.8 | .462 | .327 | .794  | 8.3 | 9.2 | 2.0* | .3  | 21.1 |
| 2022–23      | ATL          | 74  | 74  | 36.4 | .464 | .344 | .832  | 5.3 | 6.1 | 1.5  | .3  | 20.5 |
| 2023–24      | ATL          | 78  | 78  | 35.7 | .459 | .363 | .794  | 5.3 | 6.4 | 1.4  | .3  | 22.5 |
| 2024–25      | NOP          | 31  | 31  | 32.6 | .393 | .299 | .823  | 6.5 | 7.4 | 2.0  | .4  | 17.5 |
| 通算：8年    | 通算：8年    | 503 | 432 | 29.3 | .453 | .340 | .790  | 5.8 | 5.4 | 1.5  | .3  | 15.5 |
| オールスター | オールスター | 1   | 0   | 27.0 | .636 | .333 | 1.000 | 5.0 | 5.0 | .0   | 1.0 | 17.0 |

2019-20シーズンは71試合で打ち切り、2020-21シーズンは72試合制

#### プレーオフ
| シーズン  | チーム    | GP | GS | MPG  | FG%  | 3P%  | FT%   | RPG | APG | SPG | BPG | PPG  |
| --------- | --------- | -- | -- | ---- | ---- | ---- | ----- | --- | --- | --- | --- | ---- |
| 2017      | SAS       | 11 | 2  | 15.3 | .377 | .000 | .680  | 2.5 | 2.5 | 1.5 | .1  | 5.7  |
| 2018      | SAS       | 5  | 5  | 19.2 | .452 | .667 | .778  | 4.2 | 1.8 | 1.0 | .4  | 7.8  |
| 2023      | ATL       | 5  | 5  | 38.0 | .447 | .338 | 1.000 | 7.2 | 6.8 | 2.0 | .2  | 23.0 |
| 出場：3回 | 出場：3回 | 21 | 12 | 21.6 | .426 | .391 | .767  | 4.0 | 3.3 | 1.5 | .2  | 10.3 |

### カレッジ
| シーズン | チーム     | GP | GS | MPG  | FG%  | 3P%  | FT%  | RPG | APG | SPG | BPG | PPG  |
| -------- | ---------- | -- | -- | ---- | ---- | ---- | ---- | --- | --- | --- | --- | ---- |
| 2015-16  | ワシントン | 34 | 34 | 33.5 | .416 | .288 | .663 | 6.0 | 4.4 | 1.8 | .3  | 16.1 |